# NWL
NWL es el primer álbum de estudio del actor y cantante MAX. Originalmente destinado a ser The Nothing Without Love EP, el álbum fue financiado por donaciones a través de Kickstarter.

## Lista de canciones
| N.º   | Título                           | Duración |  |
| 1.    | «Nothing Without Love»           | 3:49     |  |
| 2.    | «Puppeteer»                      | 3:19     |  |
| 3.    | «Just Friends»                   | 2:49     |  |
| 4.    | «Darling»                        | 2:57     |  |
| 5.    | «Ms. Anonymous (con Jared Evan)» | 3:11     |  |
| 6.    | «Streets of Gold»                | 3:58     |  |
| 7.    | «Mug Shot»                       | 2:55     |  |
| 8.    | «Shot of Pure Gold»              | 3:31     |  |
| 9.    | «I'll Come Back For You»         | 2:58     |  |
| 10.   | «Monkey See Monkey Do»           | 2:58     |  |
| 32:44 |                                  |          |  |